# Pacifizem
Pacifízem (latinsko pax, pacis »mir« + făcĕre »storiti«) ali mirôvništvo je ideološko in politično gibanje, ki izhaja iz etične obsodbe uporabe vsake sile in zahteva brezpogojno vzdrževanje mira. Nasprotuje vojni ne glede na njene vzroke, cilje in druge okoliščine.
Pacifizem je v svoji zgodovini doživel veliko sprememb, modifikacij, tako da vanj sodijo tudi povsem diametralno nasprotujoče si težnje. Tako je v zgodovini mogoče pod tem nazivom zaslediti tudi imperialistične in osvajalske težnje. V sodobnem času se z njim običajno ideološko identificirajo nevladne organizacije ter politična ali družbena gibanja, ki nasprotujejo vojni in oboroženim konfliktom.

## Definicija
Pacifizem je teorija, pri kateri se v izogib vojni prednjači mirovniške pristope kot so arbitraža, mediacija, diplomacija in mednarodne pogodbe. Pacifisti zavračajo teorijo pravične vojne, ki trdi, da ima oblast pravico uporabljati vojno kot legitimno in pravično orodje v mednarodnih odnosih.

### Splošni pacifizem
Pacifizem ali mirovništvo za mnoge pomeni le nasprotovanje vojni, a vsebuje tudi teorije nenasilja, mirnega odpora in moralne čistosti. Splošni pacifisti načeloma sledijo trem načelom: vzdržanost od vojne, vzdržanost od nasilja, vzdržanost od ubijanja.

### Absolutni pacifizem
Absolutni pacifisti se na podlagi etičnih in moralnih vrednot vzdržujejo vseh vrst nasilja. Poleg vojne, ubijanja in fizičnega nasilja zavračajo tudi verbalno in psihično nasilje, saj ni v skladu z njihovimi svetovnimi nazori. V primeru absolutnega pacifizma se kot neprimerna in nesprejemljiva smatra tudi neposredna podpora. Kot primer, absolutni pacifist bi nasprotoval plačevanju davkov oblasti, ki vodi vojno.

### Pogojni pacifizem
Pogojni pacifizem je spekter pacifizma, ki lahko sprejema vidike teorije pravične vojne, a ne v celoti. Lahko sprejema obrambno držo v primeru napada, do določene mere tudi posredovanje, kot na primer preprečevanje genocida. Preventivni napad na nasprotnika z izgovorom samoobrambe pa je nesprejemljiv.

## Prvi primeri nenasilnih misli
Ideje o nenasilju so se prvič pojavile že zelo zgodaj v razvoju prvih človeških civilizacij. Ena izmed njih je bila civilizacija okoli reke Ind, kjer je po vedski tradiciji obstajala šola Ahimsa. V jeziku sanskrt to pomeni brez poškodb. Ta šola ima pisne vire že v drugem tisočletju pred našim štetjem in uči o zadržanosti, spoštovanju vseh živih bitij in vzdrževanju od nasilja. Ahimsa je postala tudi osrednjega pomena za religiji, ki sta se razvili iz hindujskih ver, to sta budizem in džainizem.
Budizem učenja šole Ahimsa ni razumel pretirano radikalno, poudarjeno je bilo miroljubje in spoštovanje ostalih živih bitij, povprečen vernik pa je lahko neovirano živel v družbi in sodeloval v vsakodnevnem življenju. Džainisti pa so si doktrino Ahimsa razlagali precej strogo, celo do mere, da so najmanjša živa bitja razumeli kot enakovredna. Skrajni primeri džainistične prakse so narekovali previdno hojo, kjer so bili privrženci previdni, da niso pohodili kakšne mravlje, ali pa so celo morali nositi maske, da ne bi po nesreči vdihnili kakšen manjši organizem. Pri obeh verah so najstrožja načela izpolnjevali le monastični člani, v primeru džainistov so najstrožjim omejitvam sledili le najvišje uvrščeni monastični mojstri ali starešine. Ostali verniki so lahko le v omejenih oblikah sledili načelom Ahimsa.
Takšna oblika nenasilja je bila prvotno razumljena kot medij, preko katerega so lahko monastični člani dosegli lastno razsvetljenje. Kar se tiče vojn pa so budisti in džainisti mnenja, da se jim morajo verniki na vse načine izogniti. Izjema so obrambne vojne, kjer lahko sklepamo da se budisti upravičeno branijo. Med njimi je slavni budistični kralj Ashoka, ki se ni odrekel pravici do vojne, tudi za tem ko se je spreobrnil k budizmu.

## Pacifizem v krščanstvu
Še ena izmed ver, ki je v svoje bistvo sprejela mirovništvo je krščanstvo. Jezusove besede o spoštovanju in ljubezni do vseh, želja po individualnosti in ločitvi od države ter slaba izkušnja s preganjanje so bili temelji na katerih je nastala osnova za krščanski pacifizem že v antični dobi. Ta tradicija se je skozi zgodovino sicer precej spremenila in prilagodila aktualnim dogodkom, a se je v veliki meri sklicevala nazaj na te osnove.

### Krščansko mirovnišrvo v antični dobi
Zgodnji kristjani so bili v večini odmaknjeni od preostale rimske družbe, saj so jo zaradi politeističnih religij razumeli kot pogansko in v določenih vidikih tudi hedonistično. povprečen kristjan je zunanji svet razumel povsem črno in se zaradi tega ni želel udejstvovati v katerem koli delu državnega aparata in socialnega življenja. Sledili so tudi jezusovim načelom o ljubezni in nasprotovanju bojem, zato so vojsko, ki je predstavljala poganstvo in nasilje povsem zavračali. Sicer sprva ni bilo veliko polemik glede vojske, saj vojaki načeloma niso pristopili k krščanstvu v zgodnjem obdobju, ta vera je bila namreč bolj privlačna za manjšine, revne, ženske, bolne, sužnje ipd.
Ker je krščanstvo začelo svojo pot kot judovska sekta, je imelo določene pravice ali oprostitve, kot na primer kristjani so bili oproščeni služenja v vojski zaradi strahu pred malikovanjem v obliki poganskih obredov. Ti obredi so bili organizirani ob vstopu v vojsko in so izražali pripadnost in zvestobo cesarju. Odnos do kristjanov se pa je le spremenil v drugem stoletju našega štetja, hkrati pa je na njihovo mišljenje že precej začela vplivati ideja iz nove zaveze, predvsem Govor na gori. Več odlomkov iz Evangelija po Mateju je postalo temelj za nenasilno in mirovniško nastrojenost zgodnjih kristjanov. Predvsem “Ne upirajte se hudobnežu ampak, če te kdo udari po desnem licu, mu nastavi še levo,” “In če se kdo želi pravdati s teboj in ti vzeti obleko, mu pusti še plašč”  in “Ljubite svoje sovražnike in molite za tiste, ki vas preganjajo.” Ko so povsem začeli slediti tem načelom, so vojsko razumeli kot najvišje zlo in so ji začeli nasprotovati, prve oblike odpora pa so se pojavile po letu 170. Kristjani so tako množično nasprotovali vpoklicu v vojsko, da jih je antični grški filozof Celzij okrivil za postopen propad obrambnih sposobnosti Rimskega imperija. Najbolj znan upornik pa je Maksimilijan, prebivalec province Afrike, ki je leta 295 nasprotoval vpoklicu v vojsko na podlagi nasprotovanja malikovanju. Tri leta kasneje je bil usmrčen, v krščanskem kanonu pa je zapisan kot mučenik.
Ideje antimilitarizma s strani cerkve pa se končajo leta 313, ko je Konstantin prestopil v krščanstvo in je krščanstvu podelil določene privilegije in pravice, ki jih prej ni imelo. Cerkev se je postopoma začela približevati državni strukturi in celo zahtevala posredovanje laične oblasti v sakralne zadeve. S tem je zadržanost do vojske upadala in nenasilno gibanje je izgubilo svojo moč. Še vedno se pojavijo posamezniki, kot na primer Martin iz Toursa, ki se uprejo vojskovanju, a za nekaj stoletij gibanje zamre.

### Krščanski pacifizem v srednjem veku
Za tem ko je v 4. stoletju cerkev postala institucija države, se je mirovniška miselnost med kleriki pomaknila v ozadje. Med ljudstvom pa z izjemo posameznih primerov prav tako ni bilo pobud za obnovitev mirovništva. Šele v 12. stoletju se zares ponovno pojavijo aktivne skupnosti namenjene nenasilnemu načinu življenja. Na jugu Francije se skupnost zgradi okoli bogatega trgovca Petra Walda, po katerem se skupnost tudi imenuje, valdeni. Podobo kot zgodnji kristjani je Waldo črpal svoja prepričanja iz Nove zaveze, predvsem Govora na gori.
V svoji ideologiji so nasprotovali nasilju, vojskovanju in vsem oblikam prelivanja krvi. Po njihovem ni imel nihče pravice nekomu vzeti življenje, tudi kriminalec in morilec si nista zaslužila biti usmrčena. Sekta se je hitro razširila v severno Italijo in med nemško govoreče prebivalstvo srednje in vzhodne Evrope. Zaradi svoje nepokorščine lokalnim cerkvenim oblastem pa je bila silovito zatrta, zato o valdenih vemo le iz zapisov njihovih preganjalcev, cerkvene inkvizicije. Na podoben način so bili preganjani tudi lollardi pod vodstvom Johna Wycliffa na britanskem otočju. tudi oni so imeli podobno radikalen odnos do nasilja in so se zgledovali po Govoru na gori.
Podobno kot valdeni in lollardi so se pa na češkem začeli organizirati husiti pod vodstvom Jana Husa. Jan Hus je bil češki duhovnik, ki velja za predhodnika protestantskega gibanja, saj je po zgledu Johna Wycliffa kritiziral moralni propad cerkve, hkrati pa promoviral idejo nenasilja. Po njegovi smri so izbruhnili hudi nemiri, ki so husite postopoma potiskali k nasilnemu odporu. Najbolj nasilni in vojaški husiti, ki so popolnoma zapustili idejo nenasilja so postali taboriti, ki so bili vojaška stranka te češke sekte. Med njimi pa je bil en, ki je vselej do konca vzdrževal pacifistično držo in se je v svojih delih, podobno kot predhodniki, naslanjal na Govor na gori. Petr Chelčicky je ustvaril doktrino, na podlagi katere pa je bil prvi, ki je cerkev obtožil grehov in jo obsodil, saj je vzpodbujala nasilje v nasprotju z božjo besedo.
V tem obdobju se preganjalec krščanskih pacifistov spremeni iz poganskega vladarja v krščansko oblast. Cerkev se je namreč vključila v oblastno in do določene mere tudi vojaško strukturo srednjeveške družbe. Na primer, papež je v srednjem veku imel ne le duhovno vlogo ampak tudi vojaško vlogo za celotno Evropo, predvsem v času križarskih vojn. Represivna vloga cerkve znotraj krščanstva pa je pomenila, da so imeli krščanski pacifisti skoraj težje razmere za nasprotovanje vojskovanju, nasilju in ubijanju, saj bi tem nasprotovali svoji lastni duhovni oblasti.

### Mirovništvo v zgodnjem novem veku
Po smrti Petra Chelčickyja je češka bratovščina še naprej nosila in širila njegove ideje nenasilja, te pa so vplivale na mišljenje anabaptistov, ki so nastali kot ločina Zwinglijevih protestantov pod vodstvom Conrada Grebela. Z ločitvijo so postali odrasli pripadniki vere, saj so se še enkrat kot odrasli krstili, od tu tudi izvira njihovo ime. Sprva so bili mirni revolucionarji, ki so po besedah Jezusa verjeli v nenasilje in v povrnitev starih krščanskih vrednot. Nasprotnika so lahko kaznovali le z besedo ter z izobčenjem in ne fizično. Obstajala pa je izjema za fizični obračun s hudobnimi ljudmi, ampak za to sami člani švicarske bratovščine, veje anabaptistov, niso imeli dovoljenja.
Določeni deli anabaptistov so se zaradi hudih pritiskov s strani oblast zatekli k nasilnemu odporu, ta pa je dosegel svoj višek v Münstru leta 1534, ko so nadzor nad mestom prevzeli anabaptisti z namen ustanovitve Novega Jeruzalema. Po malo več kot enem letu je bil ta projekt zadušen. Ta krvavi dogodek je vplival na nizozemskega duhovnika Menno Simonsa, ki je prestopil v vrste anabaptistov in v svoji lokalni skupnosti začel pričati o starih krščanskih vrednotah in mirovnoištvu. Ta skupnost anabaptistov, ki se je zgradila okoli Menna je začela živeti po načelih zgodnjega krščanstva, sledila Govoru na goti in se odrekla meču.
Menoniti so postali zelo vplivna pacifistična skupnost in nenasilje vzdržali tudi v času Nizozemskih vojn. Leta 1575 jim je princ William oprostil služenje v vojski, ampak so v času vojne državi pomagali na druge načine. Sodelovali so pri gradnji obrambnih jarkov, zidov, postojank, sodelovali so pri logistični podpori ali pa finančno podprli državo. Menonitska skupnost je bila pomemben finančni faktor v vojni, zato so si lahko privoščili oprostitev od vojske. Sprva so se menoniti precej razlikovali od svojih sodržavljanov, a po nekaj desetletjih se je skupnost začela učinkovito asimilirati v družbo, z izjemo določenih skupnosti na podeželju ali na odročnih krajih.
Menoniti so se obdržali v deželah Svetega rimskega cesarstva, v katoliških deželah pa je bil val protireformacije preveč silovit in so skupnosti propadle. Z izjemo vzhodnega dela Republike obeh narodov (Poljska in Litva). Tudi v državah kjer so se obdržali pa so po francoski revoluciji izgubili določene pravice, med njimi oprostitev vojskovanja.
Pol stoletja kasneje so ločeno od menonitov, a s podobnimi vrednotami, nastali kvekerji ali Prijateljska družba. Sekta, ki je nastala v turbulentnem obdobju angleške državljanske vojne. Po njihovih vrednotah ni bilo potrebno slediti klerikalnim avtoritetam za razumevanje božje besede. Celo Biblija, kljub njeni duhovni vrednosti, naj ne bi bila potrebna za dosego tega cilja. Sprav pacifizem ni imel pomembne vloge, saj so se zgodnji kvekerji ukvarjali s širitvijo njihove doktrine med kristjane. Prve skupnosti so bile tudi polne veteranov državljanske vojne in militantnih kristjanov. Počasi se je le med kvekerji začela širiti ideja o nenasilju in sam ustanovitelj, George Fox, je postopoma prevzel idejo pacifizma.
Kvekerji so verjeli v luč boga, ki se nahaja v vsakem posamezniku in na podlagi tega so nasprotovali nasilju. Kakršna koli poškodba sočloveka je bila za njih greh.  Vojna je predstavljala veliko trpljenje in vzvod za grešenje, zato so nasprotovali vpoklicu v vojsko na podlagi ugovora vesti. William Penn, ugledni kveker in pomemben vodja v skupnosti je ideje pacifizma razširil iz nesodelovanja v vojni na preprečevanje vojne. To idejo je predstavil v svojem delu Essay towards the Present and Future Peace of Europe (1693), kjer je želel skozi koncil evropskih vladarjev preprečiti nadaljnje vojne. Penn je poleg tega v Severni Ameriki ustanovil kolonijo Pensilvanijo, ki je bila namenjena vsem kvekerjem in preganjanim skupnostim.  Kolonija je bila lep primer pacifistične družbe, tudi do te mere, da je Penn do domorodnih naseljencev gojil toplejše odnose v primerjavi z ostalimi naseljenskimi kolonialisti.
Približno 75 let je kolonija ostala praktično neoborožena, a s povečanjem populacije, prihodom nemških in irskih priseljencev se je demografija province začela spreminjati. Po teh prihodih so se pacifistične zaveze kvekerjev začele utapljati v večinskem mnenju kolonialnih priseljencev. Večina novih priseljencev namreč ni bila naklonjena nenasilju, predvsem v odnosu do staroselskih vojn.
Odrekanje vojski je bilo tako pogosto med kvekerji, da so se določeni deli vojske sami odločili, da jih ne sprejmejo med vrste v času miru.Oblasti so se sicer trudile nadomestiti služenje z drugimi oblikami dela, kot na primer gradnja obrambne infrastrukture, podobno kot so delali menoniti med vojno za nizozemsko samostojnost. Strogi sledilci pacifističnega nauka pa so nasprotovali temu delu, saj ga v osnovi niso ločili od dela, ki je povezano z vojno. Nekateri pa so vselej uspeli najti ločnico med vojaškim delom in civilnim delom.
Ob izbruhu sedemletne vojne pa so se temeljito začele kazati razpoke v Prijateljski družbi, saj se je v Pensilvanijskem zboru pokazala politična nastrojenost določenih kvekerjev, ki so za voljo lastnega dobička ali patriotskega zanosa podprli plačilo državi za obrambo proti francoskim vpadnikom. Razdor med političnimi in nepolitičnimi kvekerji se je le še stopnjeval.

### Vpliv Revolucij na krščansko mirovništvo
Po letu 1775 se je v ZDA uzakonilo služenje v vojski ali plačevanje davka v primeru ugovora vesti. Do določene mere so nekateri kvekerji že opustili svoje zaveze k pacifizmu in so izpolnjevali vojaško obvezo, a menonitske skupnosti so v veliki večini ostale zavezane k nenasilju, prav tako tudi amishi, ki so po vojni ostali relativno ločeni od dogajanja v novi republiki.
V Evropi so se menonitske skupnosti, predvsem na Nizozemskem, v drugi polovici 18. stoletja počasi asimilirale v nacionalno identiteto in posledično začele razmišljati o sebi prvo kot o Nizozemcih ali Hollandcih kot pa menonitih. Spremembe so se zgodile že pred francosko revolucijo in valom nacionalnega prebujanja, ki ji je sledilo. Postopoma so vladarji v Evropi začeli umikati zakone, ki so omogočali menonitom ugovor vesti. V času po francoski revoluciji in v času napoleonskih vojn se je razvila nova oblika vojne, ki je vase potegnila vse vire in vso delovno silo države z namenom pokoritve sovražnika. Temu se je reklo absolutna vojna in ta je zahtevala sodelovanje celotnega prebivalstva vključujoč menonite. Tudi tam kjer je izjema ostala, kot na primer v Prusiji, so od menonitov zahtevali obvezen davek.

### Nastanek mirovniških družb
Po napoleonskih vojnah so se v Veliki Britaniji in v Združenih državah Amerike pojavile družbe, Newyorška mirovniška družba in Londonska mirovniška družba. ustanovitelji so bili kvekerji in tudi drugi nesekterianski protestanti in anglikanci. Novost teh družb je bila tudi vključenost višjih slojev družbe, torej plemstva, aristokracije in bogate buržoazije. Pred tem so v večini bili člani iz nižjih slojev, reveži, manjšine in ženske. Čeprav so bili v teh družbah prisotni drugi verniki, so bili glavni spodbujevalci in agitatorji društev še vedno kvekerji.
Skozi periodične publikacije in javne nastope so želeli ozdraviti “bolezni družbe,” te so bile: Vojna, alkoholizem, suženjstvo in kriminal. Za britansko vejo je bila odločilna krimska vojna, kjer so člani vehementno nasprotovali vojni, saj po njihovem ni bila moralna. Pomagali so tudi pri migrantski krizi po grški osamosvojitveni vojni, ranjencem po francosko pruski vojni, delovali so pa tudi na akademskem področju s članki in raziskavami.
Pomembna organizacije tega časa je bila tudi Liga za univerzalno bratstvo, ustvarjena leta 1846. Njen ustanovitelj Elihu Burrit je v sklopu te organizacije organiziral dva mirovniška kongresa sodeloval pa še pri mnogih drugih.
Vsa ta društva in lige so uspešno in učinkovito delovala, vse do izbruha krimske vojne (1853-1856) in ameriške državljanske vojne (1861-1865). Veliki napori in pritiski s strani nacionalnih vlad so začeli krhati odpor do vojne, nekateri vodje mirovniškega gibanja, kot na primer Elihu Burrit, so celo spremenili svoje mnenje glede vojne.

### Lev Nikolajevič Tolstoj
Lev Nikolajevič Tolstoj je bil navdušen nad Govorom na gori in si ga podobno kot predhodni krščanski pacifisti nastavil za temelj svojih vrednot. Poleg tega pa je nasprotoval nacionalistični težnji po vojni in iz kombinacije teh dveh vrednot se je rodilo tolstojanstvo, religiozno-etično gibanje, ki so ga mnogi v Rusiji posvojili. Po njegovem mnenju je vojna zlo, ki ga bog ne želi, zato je svoje sledilce in podpornike spodbujal k državni nepokorščini, uporu nacionalizmu in k ugovoru vesti. Gibanje je bilo zelo popularno, saj se je razširilo tudi v predele Južne Amerike, v Indijo in na Japonsko. Njegove Ideje so vplivale tudi na kasnejšega borca za osamosvojitev Indije, Gandhija. Zaradi svojega udejstvovanja in aktivnosti je bil Tolstoj preganjan in celo izobčen iz pravoslavne cerkve.

## Ideje in gibanja zgodnjega novega veka
Za voljo miru so se na politični ravni prav tako kot na verski ravni dogajali procesi, ki so pripeljali do mnogih idej o preprečevanju vojne. Zelo popularne so bile ideje o povezovanju evropskih narodov, ki so se začele že v 17. stoletju.

### William Penn
William Pen je bil kveker, najbolj znan po ustanovitvi kolonije in zdaj zvezne države Pennsylvanije. V svojem življenju pa se je poleg individualističnega pogleda na pacifizem ukvarjal z univerzalnim pacifizmom, torej kako lahko vpliva na svet na ta način, da sploh prepreči vojne in se ne zgolj izogiba nasilju. Navdušen je bil nad idejo, ki jo je predstavil Emeric Cruce leta 1623, prav tako nad delovanjem dveh kvekerjev v času med vojnami Kralja Ludvika petnajstega. Leta 1693 je objavil svoje delo An essay towards the present and future peace of Europe by the establishment of an European dyet, parliament or estates. V tem kratkem besedilu izpostavi idejo o združenem evropskem parlamentu s proporcionalnim predstavništvom vseh dežel in narodov. Pri sestavi je bil zelo pravičen, saj je svojo domovino, Veliko Britanijo, ocenil kot dovolj veliko za šest delegatov v tem evropskem parlamentu, kar je le polovica nemških dvanajstih delegatov.
Penn je bil zelo pragmatičen pri pisanju tega besedila, saj je svoja lastn načela postavil na stran z namenom, da bi dosegel čim širše odobravanje. Ni vključeval načela nenapadanja, saj je bila pomembna točka v tej organizaciji vojaški odziv proti tisti članici, ki ne sledi načelom nenapadanja. Izpostavljal je tudi pozitivne vplive, ki jih ima mirna doba na ekonomijo, znanost in nenazadnje na kmetijstvo. Prav tako je svojo vero postavil na stran saj je poleg centralno in zahodnoevropskih narodov vključil tudi vzhodne Muscovite in Turke.
Penn je poslušal kritike njegovega načrta in priznal, da sam ni prava oseba za izpopolnitev te vizije, ampak je upal, da se bo kdo drug odločil za dopolnitev in izvedbo podobne ideje. Nedolgo za njim se je za podoben podvig odločil francoski pisec Abbe de Saint-Pierre.

### Abbe de Sait-Pierre
Abbe de Saint Pierre je bil francoski pisec, publicist in teoretik, ki je dvajset let po objavi Pennovega načrta za združeno Evropo sam izdal svojo idejo v svojem delu Projet de paix perpétuelle, s katerim je načrtoval združeno Evropo brez vojn. V delu iz leta 1713 je na podoben način kot Penn izrazil željo po skupščini ali v njegovem primeru centraliziranem kongresu vodij Evrope, kjer se bi določila pravila in mednarodne pogodbe, na podlagi katerih bi zavladal mir med evropskimi državami. Če je imel Penn v mislih bolj demokratičen pristop k predstavništvu v tej skupščini, se je Saint-Pierre odločil za zamrznitev trenutnega geopolitičnega stanja v Evropi s pomočjo obvezujočih mednarodnih pogodb in zagotovitvijo plemiškim družinam, da bodo njihovi nazivi in statusi ostali nespremenjeni. V mislih je imel torej status quo iz leta 1713, ki bi ostal za vedno.
Sankcije, ki se bi sprožile proti članici, ki bi kršila pravila nenapadanja bi bile finančne in vojaške, s skupnim odzivom ostalih članic te konfederacije. S tem bi se krščanske države končno prenehale spopadati in se združile proti temu, kar je on razumel kot večje zlo, zunanji sovražnik v obliki islama. Čeprav ideja povezane Evrope ni temeljila izredcno na vrednotah krščanstva, Saint-Pierre ni skrival svoje želje po širjenju krščanstva preko te nove politične tvorbe. Pri tej organizaciji je tudi upal na sporazume o skupni politiki kolonij, drži proti ostalim kontinentom, predvsem Afriki in Aziji ter skupni zunanji in trgovinski politiki.

### Jean-Jacquess Rousseau
Rousseau se je načeloma strinjal s predlogi Saint-Pierra in tudi pohvalil njegovo moralno držo in optimističen pogled na prihodnost, a projekt označil za pretirano naiven. Po njegovo se mir ne bi mogel uveljaviti na podlagi mednarodnih pogodb, ampak preko federativne ureditve evropskih držav. Po njegovem bi bila federacija s predstavniškim domom vseh članic primernejša odločitev. V tem domu pa bi bili demokratično izvoljeni predstavniki nacionalnih zborov. Bil je mnenja, da so monarhi in absolutistični voditelji Evrope 18. stoletja glavni krivci za nestabilnost in glavna ovira na poti do večnega miru, zato bi imeli le izvršilno oblast za zakone sprejete v nacionalnih skupščinah. V takšni ureditvi se bi promovirala medsebojna solidarnost in splošna blaginja.

### Gottfried Wilhelm Leibniz
Leibniz je za svoj čas veljal za filozofsko avtoriteto Evrope in je prejel delo Saint-Pierra v pregled in kritiko. Podobno kot Rousseau je delo označil za optimistično a naivno. Po njegovem mnenju ne bi bilo možnosti prepričati vse voditelje Evrope, da bi se samostojno odrekli svoji moči in pristopili v mednarodno povezavo za vzdrževanje miru. Konfederacija bi bila preveč ohlapna povezava, ki bi vsebovala dinamično stabilnost, ki se bi ob spreminjanju ravnovesja moči lahko prekucnila v eno ali drugo smer. Močni vladarji znotraj povezave bi vselej želeli iztržiti najboljše pogoje zase, s tem bi uporabili tudi vojno kot orodje za doseganje svojih ciljev. Točka o posredovanju proti kršitelju pravil bi le sprožila vojne med članicami. Z neprestanimi vojnami za povrnitev v status quo pa ne bi prišlo do večnega miru.
Leibniz pa je predlagal, da bi se v Evropi vzpostavila mednarodna povezava izobražencev, ki bi se preko nadnacionalnih družb povezovali v konzorcij zbiranja in shranjevanja znanosti. Ta skupnost izobražencev bi lahko vplivala na evropske vladarje in jih preko akademskih spisov in spretne retorike prepričala v pozitivne vidike miru. P njegovem mnenju bi morali ljudi prepričati, da si želijo mir. Poleg akademskih krogov in izobraženega ljudstva je predlagal tudi ustanovitev skupnega fonda ali evropske banke, v katero bi evropski voditelji vplačevali velike vsote denarja, s tem bi bili zavezani k skupnemu sodelovanju, poleg tega pa bi imeli ugodne obresti in orodje,s katerim bi pritisnili na uporniške vladarje.
V omejenem obsegu je Leibniz do izida Projekta za večni mir že uresničeval svojo vizijo o akademskem povezovanju, saj je ustanovil nekaj družb v Berlinu, Dunaju, Pragi in Sankt Peterburgu, od teh se je dlje časa ohranila le berlinska. Kritiki pa so njegove ideje obtožili za krinko njegovih želja po utrditvi in krepitvi moči Svetega rimskega imperija.

### Immanuel Kant
Po mnenju Kanta obstajata dve sili, ki vodita človeštvo. Antagonizem, individualna želja po napredku in skupnost, povezovanje skupin ljudi kar omogoča preživetje. Kombinacija obeh skupaj torej omogoča napredek človeštva, tega pa lahko dosežemo le z mirom. Mir torej ni le zaželeno stanje, ampak moralna nujnost. V svojem delu Zum ewigen Frieden. Ein philosophischer Entwurf iz leta 1795 zavzame zelo kozmopolitsko držo, kjer pozove k ukinitvi skrivnih pogodb med državami, ustanovitev evropske konfederacije, nasprotuje širjenju ozemlja na račun drugih suverenih držav, zagovarja postopno zmanjševanje nacionalnih vojsk do njihove dokončne ukinitve in vladavino demokratične republike, ki bi na moralnih načelih bolj premišljeno vstopala v konflikt.

## Pacifizem v moderni dobi

### Prva svetovna vojna
Poleg pacifističnih cerkva so se v obdobju velike vojne uprli tudi pripadniki novega sloja delavcev in socialisti. Socialisti so se v vseh državah, z izjemo ZDA in Rusije, v veliki večini deklarirali proti vojni, saj so si vojno razlagali kot taktiko lastnikov kapitala za obubožanje nižjih slojev in okoriščanje. Zavračanje vpoklica je mnoge stalo svobode, saj so pristali v zaporu, kot na primer Stephen Henry Hobhouse. On se je skliceval na dejstvo da je socialist in kristjan. Poleg samostojnih iniciativ se je ustvarila tudi mednarodna Družba narodov v Veliki Britaniji, ki je promovirala končanje vojne prekinitev vseh sovražnosti.

### Medvojno obdobje
V obdobju med obema vojnama so bile protivojne težnje močne, saj se je Evropa spopadla s posledicami uničujoče prve svetovne vojne. Nastalo je Društvo narodov, za katerega so ob ustanovitvi upali, da bo sila za združevanje, odprta za vse in ne le za zmagovalke Velike vojne. Društvo narodov bi po mnenju mnogih moralo zagotavljati prosto in svobodno trgovino, postopno ukinitev vojske in stremeti bi morali k večnemu miru. Poleg ustanovitve Društva narodov, so nastale številne organizacije v okviru socialističnih strank, gibanj za žensko emancipacijo in društev za mednarodno pomoč. Med ta društva spadajo Ženska mednarodna liga za mir in svobodo, ki je nastala na Ženskem kongresu leta 1915 in Gibanje za nič več vojne (1921). V Belgiji pa je leta 1920 nastala mednarodna organizacija za promocijo miru preko prostovoljskih misij po vsem svetu imenovana Service Civil International.

### Druga svetovna vojna
Po začetku druge svetovne vojne se je zgodil preobrat v mišljenju mnogih pacifističnih posameznikov. Slavni mirovniki, kot na primer Cyril Joad, Bertrand Russell, Maud Royden, A.A. Milne in Storm Jameson. Mnogi so za svoj zasuk v mirovniškem prepričanju opravičili z realno in po njihovem do tedaj še ne videno zlobo. V mislih so imeli Hitlerja in njegovo nacistično Nemčijo. Kljub temu so bili še vedno posamezniki, ki so se uprli vojni, kot na primer William Elliot, duhovnik, ki je uporabil ugovor vesti proti mobilizaciji. Še en tak primer je bil Eric farley, ki je leta 1939 uporabil ugovor vesti po zgledu rojakov v prvi svetovni vojni. Navdušila sta ga tudi Lev Nikolajevič Tolstoj in Aldous Huxley s svojimi deli Vojna in mir ter Cilj in sredstva.

### Mahatma Gandhi
Že pred začetkom druge svetovne vojne so se napetosti v Britanskem Raju stopnjevale zaradi vse večjih obremenitev lokalnega prebivalstva in nepravičnega obravnavanja indijskih državljanov. Mahatma Gandhi se je tako kot ostali Indijci zgražal na britansko nadvlado, a je v svojih taktikah upora uporabljal antične principe ahimsa in satyagraha. Eno je princip nenasilja, drugo pa pokončna drža in sledenje resnici, obe pa je uspešno uporabil kot nenasilni odpor. Leta 1930 je na primer na miren način protestiral proti davku na sol s tem da je peš odšel čer provinco Gujarat do morja kjer je na ilegalen način pridobival sol z velikim številom podpornikov. Kombinacija ahimse, satyagrahe in vpliva tolstojizma sta oblikovala Gandhijev upor. Kontrast med britanskim vojaškim odzivom in Gandhijevim mirnim nastopom je uspešno povečalo medijsko pozornost za mirne proteste v Indiji.

### Martin Luther King mlajši
Martin Luther King mlajši je bil baptistični pridigar, ki se je boril proti diskriminaciji, segregaciji in rasizmu v ZDA. Znan je po svojem mirovniškem prepričanju in uporabi nenasilnih oblik upora proti represiji. V svojem monumentalnem pohodu na Washinton je pred več kot 200,000 glavo množico imel slaven govor “I Have a Dream.” Ta dogodek je bil prelomen in je močno vplival na sprejetje zakona o civilnih pravicah, ki je na zakonski ravni prepovedal segregacijo. Njemu je bil zgled Gandhi in ga je v svojem govoru v Indiji izpostavil kot najpomembnejšega predstavika nenasilnega odpora. Verjel je, da bi lahko bila Indija vzor celotnemu svetu in bi lahko bila pobudnica za razorožitev.

### Vietnam
Po francoskem porazu v Dien Bien Phu so se Američani aktivno vpletli v Vietnamsko vojno. To jih je izredno drago stalo, saj so doživljali hude žrtve in nepredstavlijo težke razmere za boj. Vietnam je bil popolnoma upostošen zaradi gverilske vojne, bombardiranja in požiganja. Ameriška javnost je bila precej nenaklonjena vojna, saj so bili organizirani največji protesti proti vojni v zgodovini ZDA. Mnenje javnosti se je še bolj poslabšalo, ko se je izvedelo za pokol 500 vaščanov male vasice My Lai in po neproporcionalnem odzivu oblasti na proteste v zvezni državi Ohio, kjer so 4. maja 1970 streljali na študente in ubili štiri. V Vietnamu so bili podobni protesti, predvsem v južnem Vietnamu, kjer so bile preganjane budistične skupnosti. Cel svet pa je bil šokiran ob nenasilnih protestih, predvsem samosežigih budističnih menihov. najslavnejši med njimi je bil Thich Quang Duc, čigar slika samosežiga je postala izjemno slavna.